# 오버아흐역
오버아흐역(독일어: Bahnhof Oberaach)은 스위스 투르가우주 암리스빌 시정촌 내에 있는 오버아흐 마을에 있는 기차역이다. 빈터투어-로만스호른선의 중간 정류장이며, 지역 열차만 운행된다.

## 운행편
오버아흐에는 다음과 같은 서비스가 정차한다.
- 장크트갈렌 S-반 S10: 빌에서 로만스호른까지 30분 간격 운행.